# Tintenherz (Spiel)
Tintenherz ist ein 2007 bei Kosmos erschienenes Brettspiel von Klaus Teuber für 2 bis 6 Spieler nach dem gleichnamigen Roman von Cornelia Funke, von der auch die Cover-Illustration stammt. Es ist eine Überarbeitung von Licht und Schatten, erschienen 1990 bei Herder Spiele.

## Inhalt
- Spielplan
- 4 Spielfiguren
- 2 Würfel:
  - 1 W6-Zahlenwürfel
  - 1 W6 mit Spezialsymbolen
- 1 Sanduhr (Laufzeit 1 Minute)
- 25 Buchstabenkarten:
  - 23× Buchstaben des Alphabets, ohne Q, X und Y
  - 2× Marder Gwin
- 58 Buchchips mit einem Buch auf der einen und Herz auf der anderen Seite
- 55 Aufgabenkarten:
  - 28 mit grüner Rückseite (einfach)
  - 27 mit roter Rückseite (schwer)
- Spielanleitung (4 Seiten)

## Beschreibung
Auf dem Fußballfeld einer norditalienischen Stadt treffen die Romanfiguren Meggie und Capricorn aufeinander, um im finalen Showdown Schicksal zu spielen. Das Fußballfeld ist in 5 × 5 abwechselnd hell und dunkel gefärbte Felder unterteilt, auf denen einige offene und mehrere verdeckte Buchstaben liegen. Abwechselnd würfeln die Spieler mit 2 Würfeln, ein Symbolwürfel gibt die Zugrichtung, der Zahlenwürfel die Zugweite vor. Zu Anfang wird die grüne Figur Fenoglios gezogen. Trifft diese auf einen verdeckten Buchstaben, so wird dieser umgedreht. Wird eines der Marder-Gwin-Kärtchen aufgedeckt oder Fenoglio auf ein aufgedecktes Marder-Gwin-Kärtchen gezogen, darf ein beliebiges Buchstaben-Plättchen aufgedeckt werden. Es lohnt sich also, sich zu merken, wo welche verdeckten Buchstaben liegen. Endet sein Zug auf einem hellen Feld, wird ein Aufgabenkärtchen aufgedeckt, in diesem Fall eins der leichteren grünen Kärtchen. Die Aufgabe wird vorgelesen und die Spieler haben eine Minute Zeit, aus den offen liegenden Buchstaben Lösungswörter zu bilden, dabei dürfen die Buchstaben auch mehrfach benutzt werden, um z. B. „Elenantilope“ oder „Mississippi“ zu bilden. Die Zeit wird mittels der beiliegenden Sanduhr gestoppt. Je nach Anzahl der Mitspieler müssen die Spieler eine bestimmte Anzahl korrekter Wörter finden, um Meggies Spielfigur in Richtung Ziel zu ziehen. Gelingt ihnen das nicht, muss die Figur Capricorns vorgezogen werden. Jeder Spieler, der ein Wort beigesteuert hat, erhält einen Chip. Der Spieler, der das längste Wort gefunden hat, erhält noch einen weiteren Chip.
Dann setzt der nächste Spieler das Spiel fort, indem er wieder würfelt. Da zuvor eine der grünen Fragen beantwortet wurde, muss nun die Figur des Schattens gezogen werden. Der Zug dieser Figur kann aber die Situation auf dem Spielbrett verschärfen, denn jeder offene Buchstabe, über den der Schatten zieht oder auf dem sein Zug endet, wird umgedreht. Damit stehen den Spielern weniger Buchstaben zur Verfügung. Um zu verhindern, dass der Schatten über offene Buchstaben zieht, kann ein Spieler einen seiner Chips umdrehen, der dann ein Herz zeigt, und die Zugrichtung beliebig festlegen. Hier gilt es zu taktieren, denn da die Zugweite gleich bleibt, muss man entscheiden, auf welche Buchstaben man eher verzichten will. Zudem wird, wenn der Schatten auf einem hellen Feld endet, eine der schwierigeren rot-schwarzen Karten aufgedeckt. Da danach wieder Fenoglio wandert und Buchstaben aufdeckt, ist es unter Umständen sinnvoller, die Bewegung des Schattens zu stoppen, mit dem Risiko, dass bei einer schweren Frage, die nicht gelöst werden kann, Capricorn vorrücken kann.
Das Spiel endet, sobald entweder Meggie oder Capricorn das Zielfeld erreicht. Die Spieler haben gewonnen, wenn Meggie das Zielfeld erreicht, als bester Spieler darf sich der fühlen, der die meisten Chips hat. Konnte Capricorn das Zielfeld erreichen, haben die Spieler verloren, der Spieler mit den meisten offenen Herzen ist aber dann der „Spieler der Herzen“.